# Chiếc gậy Trường Sơn
Chiếc gậy Trường Sơn là tên một bài hát của nhạc sĩ Phạm Tuyên, nói về khí thế phơi phới, lòng quyết tâm của những người lính Quân đội Nhân dân Việt Nam đi suốt dải Trường Sơn để ra mặt trận. Bài hát được viết năm 1967 trong thời gian Chiến tranh Việt Nam. Dù chiến tranh đã đi qua hơn 30 năm, nó vẫn được giới trẻ ở Việt Nam hiện nay yêu thích và được phát trên các phương tiện thông tin đại chúng không chỉ trong những dịp kỷ niệm liên quan đến Kháng chiến chống Mỹ. Giống như rất nhiều bài hát khác thuộc dòng nhạc đỏ, Chiếc gậy Trường Sơn được yêu thích bởi khả năng truyền cảm không khí hào hùng của một thời dân tộc Việt Nam chuyển mình.
Bài hát được nhạc sĩ sáng tác trong một chuyến đi công tác ở làng Hòa Xá, Ứng Hòa, Hà Tây nay là Hà Nội, ở đây có phong trào trao gậy Trường Sơn cho con em nhập ngũ trước khi lên đường vào Nam chiến đấu, các thanh niên hàng ngày đeo ba lô chất đầy gạch và hành quân quanh làng để rèn luyện sức khỏe trước khi lên đường, cảm động trước tình yêu nước mãnh liệt của con người nơi đây, Phạm Tuyên đã viết lên bài hát này, ban đầu trong bài hát có nhắc tới tên làng Hòa Xá sau đó để tăng tính đại chúng nó đã được sửa lại như hiện nay.
Bài hát là một trong những ca khúc của nhạc sĩ Phạm Tuyên được tặng Giải thưởng Nhà nước năm 2001